# アイドルマスター ミリオンライブ! (アニメ)
『アイドルマスター ミリオンライブ！』（THE IDOLM@STER MILLION LIVE!）は、白組制作による日本のテレビアニメ作品。2023年10月から12月までテレビ東京系列ほかにて放送された。バンダイナムコエンターテインメントが展開するメディアミックス作品『アイドルマスター ミリオンライブ!』を原作としたアニメ作品。略称は「ミリアニ」。

## 概要
2020年7月4日に配信された『ミリシタ 3周年!! 明日へチャレンジ！アニバーサリー生配信』にて、テレビアニメ化企画始動が発表された。2022年2月13日に武蔵野の森総合スポーツプラザで開催されたライブイベント『THE IDOLM＠STER MILLION LIVE! 8thLIVE Twelw@ve』の2日目公演にて、プロローグイメージMVの先行カットを公開。MVのフルバージョンは3月27日に開催されたアニメイベント「AnimeJapan 2022・REDステージ アニメ『アイドルマスター ミリオンライブ！』 スペシャルイベント」にて楽曲名「セブンカウント」として発表された。その後、2023年1月14日に日本武道館で開催されたライブイベント『THE IDOLM@STER MILLION LIVE! 9thLIVE ChoruSp@rkle!!』の1日目公演にて2023年10月より放送されるとともに、8月18日より全国の映画館にて全話先行上映を実施することも発表された。
春日未来・最上静香・伊吹翼を中心に、大手の芸能プロダクションである765プロダクションに所属する39人のアイドルユニット「MILLIONSTARS」が活動拠点となる765プロライブ劇場での始まりから成長を描いた物語となる。また、765プロダクションの先輩アイドルでもある13人「765PRO ALLSTARS」も登場する。
2025年3月5日に新作エピソードOVAの発売決定が発表された。6月30日、OVAのタイトル『アイドルマスター ミリオンライブ！〜いつか、真ん中で〜』とティザービジュアルが公開された。

## 制作
白組は、2021年6月29日から放送された『アイドルマスター ミリオンライブ! シアターデイズ』の4周年記念のテレビCMのフル3DCGを用いたアニメーション映像の制作も担当した。
テレビアニメは、過去のアニメやゲームなどの関連作品とは時系列や世界観は直接のつながりはないものの、それぞれの要素が個別に取り入れられており、再解釈・再構成したものとして制作されている。
ライブイベント『THE IDOLM@STER MILLION LIVE! 9thLIVE ChoruSp@rkle!!』では、両日とも開演前に本作内で使用されるクラップ収録が会場内の観客（総称は「プロデューサー」）により行われた。

## ストーリー
まだ見たことのない夢を叶えたい春日未来、幼い頃からアイドルに憧れを持つ最上静香、そしてどうすれば本気になるのかを知らない伊吹翼。
大手の芸能事務所「765（ナムコ）プロダクション」に新たに集まった39人のアイドルたちが夢に導かれ、100万の輝く想いが劇場（シアター）に生まれ、「ミリオンライブ！」が開演する。

## 登場キャラクター

### 765（ナムコ）プロダクション
芸能事務所「765プロダクション」に所属するアイドルたち。新たに立ち上げた「765プロライブ劇場」を舞台としている。

#### MILLIONSTARS
春日未来（かすが みらい）
声 - 山崎はるか
第1話から登場。
部活等を手広く行う中で「自分の夢」を探しており、765PRO ALLSTARSのライブに感銘を受けてアイドルを志す。
最上静香（もがみ しずか）
声 - 田所あずさ
第1話から登場。
伊吹翼（いぶき つばさ）
声 - Machico
第1話から登場。
エミリー スチュアート（Emily Stewart）
声 - 郁原ゆう
大神環（おおがみ たまき）
声 - 稲川英里
北上麗花（きたかみ れいか）
声 - 平山笑美
北沢志保（きたざわ しほ）
声 - 雨宮天
木下ひなた（きのした ひなた）
声 - 田村奈央
高坂海美（こうさか うみ）
声 - 上田麗奈
桜守歌織（さくらもり かおり）
声 - 香里有佐
第5話から登場。
佐竹美奈子（さたけ みなこ）
声 - 大関英里
篠宮可憐（しのみや かれん）
声 - 近藤唯
島原エレナ（しまばら エレナ）
声 - 角元明日香
ジュリア（Julia）
声 - 愛美
白石紬（しらいし つむぎ）
声 - 南早紀
第5話から登場。
本作での金沢弁はこだまさおりが監修を行っている。
周防桃子（すおう ももこ）
声 - 渡部恵子
高山紗代子（たかやま さよこ）
声 - 駒形友梨
田中琴葉（たなか ことは）
声 - 種田梨沙
天空橋朋花（てんくうばし ともか）
声 - 小岩井ことり
徳川まつり（とくがわ まつり）
声 - 諏訪彩花
所恵美（ところ めぐみ）
声 - 藤井ゆきよ
豊川風花（とよかわ ふうか）
声 - 末柄里恵
中谷育（なかたに いく）
声 - 原嶋あかり
永吉昴（ながよし すばる）
声 - 斉藤佑圭
七尾百合子（ななお ゆりこ）
声 - 伊藤美来
二階堂千鶴（にかいどう ちづる）
声 - 野村香菜子
野々原茜（ののはら あかね）
声 - 小笠原早紀
箱崎星梨花（はこざき せりか）
声 - 麻倉もも
馬場このみ（ばば このみ）
声 - 髙橋ミナミ
福田のり子（ふくだ のりこ）
声 - 浜崎奈々
舞浜歩（まいはま あゆむ）
声 - 戸田めぐみ
真壁瑞希（まかべ みずき）
声 - 阿部里果
松田亜利沙（まつだ ありさ）
声 - 村川梨衣
宮尾美也（みやお みや）
声 - 桐谷蝶々
望月杏奈（もちづき あんな）
声 - 夏川椎菜
百瀬莉緒（ももせ りお）
声 - 山口立花子
矢吹可奈（やぶき かな）
声 - 木戸衣吹
横山奈緒（よこやま なお）
声 - 渡部優衣
ロコ
声 - 中村温姫

##### チーム分け
| チーム名 | メンバー | メンバー | メンバー | メンバー | メンバー | メンバー |
| -------- | -------- | -------- | -------- | -------- | -------- | -------- |
| Team1st  | 杏奈     | 美奈子   | 志保     | 朋花     | -        | -        |
| Team2nd  | 可憐     | 瑞希     | 海美     | のり子   | 莉緒     | -        |
| Team3rd  | 風花     | 百合子   | 琴葉     | 恵美     | 環       | -        |
| Team4th  | ロコ     | 奈緒     | このみ   | 桃子     | 亜利沙   | 千鶴     |
| Team5th  | 茜       | 美也     | 紗代子   | 星梨花   | 育       | -        |
| Team6th  | 昴       | エレナ   | まつり   | エミリー | ひなた   | -        |
| Team7th  | 麗花     | 可奈     | 歩       | ジュリア | -        | -        |
| Team8th  | 歌織     | 静香     | 未来     | 翼       | 紬       | -        |

#### 765PRO ALLSTARS
全員第1話から登場。
天海春香（あまみ はるか）
声 - 中村繪里子
如月千早（きさらぎ ちはや）
声 - 今井麻美
星井美希（ほしい みき）
声 - 長谷川明子
秋月律子（あきづき りつこ）
声 - 若林直美
我那覇響（がなは ひびき）
声 - 沼倉愛美
菊地真（きくち まこと）
声 - 平田宏美
四条貴音（しじょう たかね）
声 - 原由実
高槻やよい（たかつき やよい）
声 - 仁後真耶子
萩原雪歩（はぎわら ゆきほ）
声 - 浅倉杏美
双海亜美（ふたみ あみ）
声 - 下田麻美
双海真美（ふたみ まみ）
声 - 下田麻美
三浦あずさ（みうら あずさ）
声 - たかはし智秋
水瀬伊織（みなせ いおり）
声 - 釘宮理恵

#### 765プロダクションのスタッフ
プロデューサー
声 - 中村源太
第1話から登場。新卒で765プロダクションに入社した男性。「765プロ ライブシアタープロジェクト」のプロデュースを務める。
チーフプロデューサー
声 - 赤羽根健治
第1話から登場。アニメ『THE IDOLM@STER』で765プロのプロデュースを務めていた先輩プロデューサー。本作にてチーフプロデューサーへと昇進。
青羽美咲（あおば みさき）
声 - 安済知佳
765プロライブ劇場の新人事務員。第2話から登場。
音無小鳥（おとなし ことり）
声 - 滝田樹里
765プロダクションの事務員。第2話から登場。
高木順二朗（たかぎ じゅんじろう）
声 - 大塚芳忠
765プロダクションの社長。第1話から登場。
早坂そら（はやさか そら）
声 - 杉山里穂
女性カメラマン。第2話から登場。

### アイドルの関係者
未来の両親
声 - 金光宣明（父）、大井麻利衣（母）
第1話から登場。未来がアイドルになると宣言した時、父親は驚いていたが、母親は悠然と微笑んでいた。
静香の父親
声 - 柳田淳一
第1話から登場。眼鏡をかけた男性。静香がアイドルになることに対して否定的。
星梨花の父親
声 - 三宅健太
第10話に登場。星梨花に対して過保護なところがある。

### その他の登場人物
善澤（よしざわ）記者
声 - 星野充昭
これまでのテレビアニメシリーズから引き続いて登場する敏腕記者。
チュパカブラ
声 - 不明
第7話に登場した謎のマスコットキャラクター。Team2nd・Team3rdによる海上障害物競走を妨害する。
詩花（しいか）
声 - 高橋李依
961プロ所属のアイドル。第11・12話にてこけら落とし公演の観客として登場。
玲音（レオン）
詩花と同じく961プロ所属のアイドル。セリフはないが第12話にてワンカットで登場。

## スタッフ
- 企画・製作・原作 - バンダイナムコエンターテインメント[15]
- 監督 - 綿田慎也[15]
- CG監督 - 塩谷大介[15]
- シリーズ構成・脚本 - 加藤陽一[15]
- アニメーションキャラクターデザイン - 石井哲哉[15]、蔦佳穂里[15]
- コンセプトアート - 白田真人[15]、緒方菜海[15]、肥田竜二[15]
- 美術・設定 - 坂本夏海[15]
- 美術ボード - ビック・スタジオ[15]
- 色彩設計 - 滝川ひかる[15]、佐藤美由紀[15]
- 撮影監督 - 織田賢太郎[15]
- 編集 - 齋藤朱里[15]
- 音響監督 - 菊田浩巳[15]
- 音楽 - トリ音
- レーベル - ランティス
- 音楽プロデューサー - 佐藤貴文
- 協力 - バンダイナムコスタジオ[15]
- アニメーションプロデューサー - 井出和哉
- アニメーション制作 - 白組[15]
- ブランドプロデューサー - 狭間和歌子
- プロデューサー - 武井由香、冨田功一郎
- 配給 - 松竹ODS事業室[15]

## 楽曲
本放送版はエンディングテーマは存在せず、代わりに本編（Bパート）終盤にスタッフクレジットを表示している。

### 主題歌・イメージソング
主題歌は本作のアイドル39人によるユニット・MILLIONSTARSによる歌唱。
「Rat A Tat!!!」
オープニングテーマ。作詞はモモキエイジ、作曲は佐藤貴文、編曲は半田翼。
第2話では未来・静香・翼の歌唱バージョンがオーディション課題曲として使用された。
「セブンカウント」
プロローグイメージソング。作詞は松井洋平、作曲は佐高陵平。
テレビアニメ放送前に公開されたプロローグイメージMVの楽曲。第4話では挿入歌として使用された。
「Welcome!!」
先行上映版第2幕エンディングテーマ。作詞は佐々木恵梨、作曲・編曲は佐藤貴文。
本放送版では第6話にてエンディングテーマ位置にインストゥルメンタルが使用されている（クレジット表記なし）。
「Brand New Theater!」
先行上映版第3幕エンディングテーマ。作詞はモモキエイジ、作曲は佐藤貴文、編曲はEFFY。
本放送版では第12話にて挿入歌として使用された。

### 挿入歌
「ToP!!!!!!!!!!!!!」
765PRO ALLSTARSによる第1話挿入歌。作詞はyura、作曲は佐藤貴文、編曲はトリ音と佐藤貴文。
「We Have A Dream」
未来・静香・翼・まつり・百合子・星梨花・杏奈による第5話挿入歌。作詞は中村恵、作曲・編曲は佐々木宏人。
「Thank You!（Acoustic ver.）」
MILLIONSTARSによる第5話挿入歌。作詞はモモキエイジ、作曲・編曲は佐藤貴文。
ジュリアのギター伴奏により、紬と歌織を除く37名で歌唱した。
「Star Impression」
MILLIONSTARS Team1stによる第6話挿入歌。作詞はこだまさおり、作曲・編曲は山口朗彦。
「海風とカスタネット」
MILLIONSTARS Team2ndによる第7話挿入歌。作詞は真崎エリカ、作曲・編曲はEFFY。
「catch my feeling」
MILLIONSTARS Team4thによる第8話挿入歌。作詞・作曲・編曲はKOH。
「Unknown Boxの開き方」
MILLIONSTARS Team6thによる第9話挿入歌。作詞はCocoro.、作曲は本田正樹、編曲は椿山日南子。
「Snow White」
如月千早による第9話挿入歌。作詞は森由里子、作曲はrino、編曲は増田武史。
劇中では千早の歌唱のほか、静香によるアカペラも使用されている。
「追憶のサンドグラス」
第9話挿入歌。作詞はZAQ、作曲・編曲は高田暁。
劇中ではインストゥルメンタルが使用された。
「READY!!」
765 MILLIONSTARSによる第9話挿入歌。作詞はyura、作曲・編曲は神前暁。
「G線上のアリア」
千早・静香・志保・星梨花による第10話挿入歌。作詞は真崎エリカ、作曲はJ.S.バッハ、編曲はトリ音。
「Gift Sign」
最上静香による第10話挿入歌。作詞は真崎エリカ、作曲・編曲は原田篤。
「トワラー」
MILLIONSTARS Team7thによる第11話挿入歌。作詞はきみコ、作曲・編曲は佐々木淳。
劇中ではジュリアによるソロの弾き語りとして使用された。
「Dreaming!」
MILLIONSTARS Team6thによる第11話挿入歌。作詞は真崎エリカ、作曲は佐藤貴文、編曲はArte Refact。
「ロケットスター☆」
伊吹翼による第11話挿入歌。作詞は真崎エリカ、作曲・編曲は本多友紀。
「フェスタ・イルミネーション」
徳川まつりによる第12話挿入歌。作詞・作曲は松井洋平、編曲は関野元規。
「チョー↑元気Show☆アイドルch@ng!」
松田亜利沙による第12話挿入歌。作詞は松井洋平、作曲・編曲はバグベア。
「バトンタッチ」
MILLIONSTARS Team5thによる第12話挿入歌。作詞は宮崎まゆ、作曲・編曲は櫻澤ヒカル。
「Sentimental Venus」
風花・杏奈・奈緒による第12話挿入歌。作詞はこだまさおり、作曲はrino、編曲は関野元規。
「瑠璃色金魚と花菖蒲」
白石紬による第12話挿入歌。作詞は中村彼方、作曲・編曲はラムシーニ。
「ハミングバード」
桜守歌織による第12話挿入歌。作詞・作曲は藤本記子、編曲は福富雅之。
「オレンジノキオク」
MILLIONSTARS Team3rdによる第12話挿入歌。作詞・作曲は山田智和、編曲は住谷翔平。
「REFRAIN REL@TION」
MILLIONSTARS Team8thによる第12話挿入歌。作詞は松井洋平、作曲・編曲は高田暁。
劇中では途中からMILLIONSTARSの39人による歌唱で使用された。

## 各話リスト
| 話数 | サブタイトル                                                | 絵コンテ                                     | 演出              | 作画監督                                | 初放送日       |
| --- | ----------------------------------------------------------- | -------------------------------------------- | ----------------- | --------------------------------------- | -------------- |
| 第1話 | たったひとつの自分らしい夢                                  | 綿田慎也 新井陽平 梅澤純一 蔦佳穂里 長部州太 | 塩谷大介          | 蔦佳穂里 Parkji-seung                   | 2023年 10月8日 |
| 毎日忙しそうな生活を送る未来は、自分の夢はどんなものなのか、まだ分かっていないままだった。「765PRO ALLSTARS」のライブチケットを偶然もらい、会場へ向かった未来は静香と出会い、隣の客席でライブを鑑賞する。また、一足先にスカウトを受けていた翼もプロデューサーにそのライブに誘われ、同じく客席にいた。ライブ終演後に公園に行った未来と静香。未来はアイドルを目指そうと765プロのオーディションを受けてみようと言うも、静香は父がアイドルになることに対し否定的であることと自信のなさからその話に乗ろうとしなかったが、未来の言葉に魅了されたことでアイドルを目指そうとする。その後、未来・静香・翼は765プロのオーディションに応募する。 |                                                             |                                              |                   |                                         |                |
| 第2話 | 夢のとびらはオーディション                                  | 新井陽平 蔦佳穂里                            | 山村聡            | 蔦佳穂里                                | 10月15日       |
| 765プロダクションによる大型プロジェクトがプロデューサーらによって立ち上がると共に3人のオーディションが始まるが、その中で静香は焦りや緊張からミスを連発してしまうトラブルが起き、このままではオーディションに落ちると感じてしまうが、未来の言葉を思い出してペースを取り戻し、驚くパフォーマンスを披露し、最終的に合格する。プロデューサーは新ユニット名をひらめき、「MILLIONSTARS」と命名する。 |                                                             |                                              |                   |                                         |                |
| 第3話 | きらめく世界！私たちのシアター！                            | 高橋正典 蔦佳穂里                            | 天井和文          | 蔦佳穂里 Parkji-seung                   | 10月22日       |
| オーディションに合格した未来・静香・翼の3人は、765プロダクションのプロデューサーと同事務所社長の高木順二朗に連れられてやってきたのは、新プロジェクトで建築中の765プロライブ劇場。3人の前では何人かのアイドル仲間が次々と登場する中、プロデューサーに急用ができ、七尾百合子が3人を案内することになり、そこで徳川まつり・箱崎星梨花・望月杏奈のレッスンを見学する。また、まつりの案内から建設中のステージを見学する未来たち。未来たちがステージの風景が気になることもあり、百合子は劇場の屋上に案内し、そこで見える街の灯りが見える景色がステージからの風景のように見えることを話し、アイドルをなることへの熱意を伝える。 |                                                             |                                              |                   |                                         |                |
| 第4話 | 原っぱライブ はじめます!?                                   | 新井陽平                                     | 平川孝充          | 蔦佳穂里                                | 10月29日       |
| 百合子との会話をきっかけに未来は「原っぱライブ」をやりたいと、アイドルたちは様々な反応を見せるが、混乱したことを理由に劇場にメンバーが集合し、プロデューサーは自分から説明するべきだったと謝罪するが、メンバーの気持ちがまとまっておらず、話し合いも中断する。その後舞台裏にいた未来は、自分の発案が混乱を起こしてしまったと話す。未来が想いを伝える中、翼は密かにマイクをオンにし、未来たちの会話が劇場に放送を通して流れ、メンバーたちはその想いを知り、みんなの気持ちが一つになる。 |                                                             |                                              |                   |                                         |                |
| 第5話 | 未完成のThank You!                                          | 梅澤純一 天井和文                            | 塩谷大介 天井和文 | 蔦佳穂里 白井順 Parkji-seung            | 11月5日        |
| 原っぱライブの開催に向け、「MILLIONSTARS」は12日間にわたり、準備を行う。原っぱではステージや屋台などが開催されることになり、未来たちはステージを開催するテントを作る大仕事をする。未来は完成したテントを「てづくりのぶどーかん」と名付ける。翌日、765プロでは社長らが新たに所属となる桜守歌織・白石紬と面談し、原っぱライブに参加することを勧める。そして原っぱライブ当日、多くの客が集まり、アイドルたちも大活躍となる。テントではアイドルたちによるライブ公演が行われた。夕方になり、原っぱライブは終演するも、そこに静香の父が現れた。 |                                                             |                                              |                   |                                         |                |
| 第6話 | 動き出す夢 ライブシアタープロジェクト！                     | 新井陽平                                     | 山村聡            | 蔦佳穂里                                | 11月12日       |
| 静香はアイドルとして活動できるのは中学の間だけだと述べ、プロデューサーは静香に「未成年である以上、ご両親の許可は必要なんだ」と伝える。ライブシアタープロジェクトによる準備が間もなく完成し、プロデューサーは「MILLIONSTARS」が独自の楽曲を披露する各チームでデビューすることを発表。ついに完成した765プロライブ劇場に集まった39人による記者会見が行われ、Team1st（望月杏奈・佐竹美奈子・北沢志保・天空橋朋花）によるデビュー曲が披露された。 |                                                             |                                              |                   |                                         |                |
| 第7話 | ドキッ！ 真夏の海のデビューバトル！                         | 梅澤純一 天井和文                            | 天井和文          | Parkji-seung TMD                        | 11月19日       |
| Team2nd（高坂海美・篠宮可憐・福田のり子・真壁瑞希・百瀬莉緒）、そしてTeam3rd（田中琴葉・大神環・所恵美・豊川風花・七尾百合子）が水着姿で生配信に登場し、舞台となる南の島でデビューライブを披露をかけ、海上障害物競走で対決する。途中、チュパカブラという正体不明のキャラクターに競走を邪魔されるも、アイドルたちは関門を次々にクリアし、ゴールを目指そうとする。しかし、トラブルなどで海に落ちてしまうとそこでアウトとなってしまうアイドルたちもいた。最終的に海美が優勝したことにより、Team2ndがデビューライブを披露する。 |                                                             |                                              |                   |                                         |                |
| 第8話 | 変わるためのステージ                                        | 高橋正典 天井和文 新井陽平                   | 平川孝充          | 蔦佳穂里 Parkji-seung                   | 11月26日       |
| Team4th（馬場このみ・周防桃子・二階堂千鶴・松田亜利沙・横山奈緒・ロコ）は遊園地で、Team5th（高山紗代子・中谷育・野々原茜・箱崎星梨花・宮尾美也）はショッピングモールで、それぞれ同じ日にデビューイベントを行うことになった。待ちに待ったデビューイベントだったが、Team4thのイベント会場となる遊園地では、本来行う予定だったステージが水道管破裂で水浸しとなり、違うステージに行くもそこはボロボロだった。散々な結果に終わってしまうところだったが、このみはプロデューサーからの電話に救われた。また、桃子は子役だったこともあり、どんな困難にも立ち向かおうとする仲間の大切さに気づく。そんなトラブルを乗り切ろうとTeam4thは力を合わせ、客をステージに呼び込む。客が足を運んだステージでは、「子役探偵・桃子ちゃん」「セクシー探偵・このみお姉さん」というキャラクターが登場。一方、Team5thのイベント会場ではCDが間に合わないというトラブルがあったが、それも無事に終了。Team4thとTeam5thのイベントは見事に成功した。 |                                                             |                                              |                   |                                         |                |
| 第9話 | もう一つのバトン                                            | 新井陽平                                     | 塩谷大介          | 蔦佳穂里                                | 12月3日        |
| Team6th（徳川まつり・エミリー スチュアート・木下ひなた・島原エレナ・永吉昴）がデビューライブを披露。Team7th（ジュリア・北上麗花・舞浜歩・矢吹可奈）もデビューに向けて準備を進めていく中、未来たちの番も近づき、気合いが入ってきた。そんな中、未来たちはプロデューサーから「765PRO ALLSTARS」のバックダンサーを務める仕事を告げられ、会場となる函館に向かう。リハーサルを経て、ライブ当日に未来たちはバックダンサーとして登場。ライブ終演後、静香は千早から一緒にチャリティーコンサートへの参加を誘われる。 |                                                             |                                              |                   |                                         |                |
| 第10話 | アイドルに大切なもの                                        | 蔦佳穂里                                     | 山村聡            | 蔦佳穂里 白井順 Parkji-seung 上原結花子 | 12月10日       |
| 「765PRO ALLSTARS」のライブ終演後に千早にチャリティーコンサートに誘われた静香は、志保や星梨花と共にその公演に参加することになった。コンサートに向けレッスンが始まるも、静香には早く父に認められるアイドルにならなければならないという想いがあった。千早は静香たちをコンサート会場となる教会に連れてきたが、そこには父親を亡くした親子と遭遇した。千早は心の傷を癒やそうと、親子に向けて歌い始め、後に隣で静香も歌い始めた。その後、未来・翼・プロデューサーは静香の父のもとを訪れ、静香の想い話し合う。次の日、いよいよ始まったコンサート。未来と翼に背中を押された静香はステージに登場し歌い始めた。美しい歌声で満たされた教会。観客の中には静香の父もいた。コンサート終演後、親子は笑顔で会話を交わした。 |                                                             |                                              |                   |                                         |                |
| 第11話 | とびらの向こう 繋がる想い                                   | 梅澤純一 天井和文                            | 天井和文          | 蔦佳穂里                                | 12月17日       |
| 765プロライブ劇場のこけら落とし公演「Raise the Dream」まであと1か月となった。既にデビューしたメンバーたちも活躍中のなか、未来は39人全員による劇場での合宿を提案した。こけら落とし公演に向けてレッスンを進めていく中、Team7thが準備中の劇場でデビュー曲を披露。ステージに布団を引いて寝る未来たちは、眠りにつくまで夢と期待を語り合う。次の日、ついに始まったこけら落とし公演。観客席には「765PRO ALLSTARS」もいた。「MILLIONSTARS」のメンバーは円陣を組み、掛け声を合わせる。琴葉の挨拶からステージの幕が上がってTeam6thが最初に登場。それに続いて、翼がソロのトップバッターとして登場。翼は、1曲目を自身の曲にしてほしいとプロデューサーに志願していた。 |                                                             |                                              |                   |                                         |                |
| 第12話 | 新しい未来へ                                                | 新井陽平                                     | 平川孝充          | 蔦佳穂里 白井順                         | 12月24日       |
| 順調に進むこけら落とし公演。Team2ndのデビュー曲が披露されると、今度はまつり、そして亜利沙がソロ曲を披露。次にデビュー曲を披露したTeam5thからバトンを受け取った風花・杏奈・奈緒の3人が楽曲を披露。歌唱力とパフォーマンスも抜群で、楽屋でライブを見ていた「MILLIONSTARS」、そして舞台袖にいたプロデューサーたちも大きな見応えを感じていた。しかし、3人が楽曲を披露中、機材トラブルが発生して音が途中で途切れてしまう。だが、3人はアカペラで最後まで歌い切った。スタッフは機材の復旧を急いで試みることになった。観客席では自然と手拍子と歓声が湧き上がっていた。一方、楽屋から飛び出してきた未来は、みんなが一緒に繋いでいることを伝えるのと同時に機材は復旧した。再会後、紬と歌織がそれぞれソロ曲を披露し、途切れかけたバトンを再び繋いでいくのだった。Team3rdのデビュー曲に合わせ、オレンジ色のコンサートライトを染め上げる観客席。そして、最後に登場したのはTeam8th（春日未来・最上静香・伊吹翼・桜守歌織・白石紬）が披露したデビュー曲では他のメンバーたちも観客席に登場してライブの興奮は最高潮に達していく。そしてこけら落とし公演は見事に締めくくりを迎えた。ライブを終えたアイドル等が屋上に出ると、そこでは美しい雪が降っていた。 |                                                             |                                              |                   |                                         |                |
| 特別編 | The Backstage ～あの日 灯った大切な想い～／～空があるから～ | 新井陽平                                     | 天井和文 平川孝充 | -                                       | テレビ未放送   |

## 放送局
| 放送期間                                 | 放送時間                     | 放送局                                                         | 対象地域                                                    | 備考                                 |
| ---------------------------------------- | ---------------------------- | -------------------------------------------------------------- | ----------------------------------------------------------- | ------------------------------------ |
| 2023年10月8日 - 12月24日                 | 日曜 10:00 - 10:30           | テレビ東京（協力・番組担当・番組宣伝）ほか テレビ東京系列全6局 | 北海道・関東広域圏・愛知県・ 大阪府・岡山県・香川県・福岡県 | テレビ東京のみリピート放送あり       |
| 2023年10月9日 - 12月25日                 | 月曜 23:30 - 火曜 0:00       | BS11                                                           | 日本全域                                                    | 協力 / BS放送 / 『ANIME+』枠         |
| 2023年10月13日 - 12月29日                | 金曜 0:30 - 1:00（木曜深夜） | BS日テレ                                                       | 日本全域                                                    | BS/BS4K放送 / 『アニメにむちゅ〜』枠 |
|                                          | 金曜 20:30 - 21:00           | AT-X                                                           | 日本全域                                                    | CS放送 / リピート放送あり            |
| テレビ東京系列・AT-Xでは字幕放送を実施。 |                              |                                                                |                                                             |                                      |

| 配信開始日     | 配信時間                   | 配信サイト |
| -------------- | -------------------------- | --- |
| 2023年10月8日  | 日曜 10:30 更新            | ニコニコチャンネル |
|                | 日曜 21:00 - 21:30         | ニコニコ生放送 |
| 2023年10月13日 | 金曜 0:00 （木曜深夜）更新 | TVer ネットもテレ東 ABEMA バンダイチャンネル Amazon Prime Video Hulu U-NEXT アニメ放題 DMM TV dアニメストア （本店・ニコニコ支店・for Prime Video） FOD Lemino Google Play |
|                | 金曜 12:00 更新            | HAPPY!動画 ムービーフルPlus |
| 2023年10月19日 | 木曜 12:00 更新            | ふらっと動画 |

## 関連番組

### 特別番組
テレビ東京系列とBS11では本放送開始の前週に特別番組『「アイドルマスター ミリオンライブ！」TVアニメ放送開始直前まるわかりスペシャル！』が放送された。また、ネットもテレ東とTVerでも本配信開始の前週に1週間の無料配信を実施。出演は山崎はるか、田所あずさ、諏訪彩花、阿部里果、渡部優衣、ゴー☆ジャス、狭間和歌子（「ミリオンライブ！」プロデューサー）。

### 765プロch 原っぱ通信
2023年10月14日から12月30日まで毎週土曜23時にASOBI CHANNELにて配信された。MCは中村源太が務め、本作の出演キャストをゲストに迎えた上で各話を振り返る。また、ASOBIプレミアム会員向けにはおまけパートも配信された。
ゲスト
1. 山崎はるか、田所あずさ
2. 木戸衣吹、麻倉もも
3. 諏訪彩花、中村温姫
4. 渡部恵子、阿部里果
5. 桐谷蝶々、小笠原早紀
6. 大関英里、小岩井ことり
7. 藤井ゆきよ、浜崎奈々
8. 髙橋ミナミ、原嶋あかり
9. Machico、香里有佐
10. 田所あずさ、角元明日香
11. 愛美、戸田めぐみ
12. 山崎はるか、南早紀

## 先行上映
第1幕（第1話 - 第4話）が2023年8月18日から9月7日、第2幕（第5話 - 第8話）が9月8日から28日、第3幕（第9話 - 第12話）が9月29日から10月19日までそれぞれ先行上映された。なお、一部劇場では上映期間を延長されていた。Blu-rayの特別映像Discに、この先行上映仕様の本編が収録された。

### 週替わりボイスシアター
765プロダクションのアイドルたちによる週替わりのボイスドラマ。本編終了後に上映された。Blu-rayの特別映像Discに収録。メンバーは以下の通り。
- 第1幕
  - 1週目（2023年8月18日 - 24日） - 周防桃子、二階堂千鶴、馬場このみ、松田亜利沙、ロコ[32]
  - 2週目（2023年8月25日 - 31日） - 高山紗代子、中谷育、野々原茜、箱崎星梨花、宮尾美也[32]
  - 3週目（2023年9月1日 - 7日） - 大神環、田中琴葉、所恵美、豊川風花、七尾百合子[32]
- 第2幕
  - 1週目（2023年9月8日 - 14日） - 北沢志保、佐竹美奈子、天空橋朋花、望月杏奈[32]
  - 2週目（2023年9月15日 - 21日） - 高坂海美、篠宮可憐、福田のり子、真壁瑞希、百瀬莉緒[32]
  - 3週目（2023年9月22日 - 28日） - 青羽美咲、音無小鳥、プロデューサー、チーフプロデューサー[32]
- 第3幕
  - 1週目（2023年9月29日 - 10月5日） - エミリー・スチュアート、木下ひなた、島原エレナ、徳川まつり、永吉昴[32]
  - 2週目（2023年10月6日 - 12日） - 北上麗花、ジュリア、舞浜歩、矢吹可奈[32]
  - 3週目（2023年10月13日 - 19日） - 春日未来、最上静香、伊吹翼、白石紬、桜守歌織[32]

### イベント
2024年1月12日開催の舞台挨拶付き全3幕オールナイト応援上映会を除き、Blu-rayの特装版Discに収録。
- 2023年8月19日 第1幕 上映前舞台挨拶（丸の内ピカデリー、ユナイテッド・シネマ豊洲）[33]
  - 出演 - 山崎はるか、田所あずさ、種田梨沙、中村温姫、諏訪彩花、Machico（映像出演[34]）
- 2023年10月8日 第3幕 上映後舞台挨拶（丸の内ピカデリー）[35]
  - 出演 - 山崎はるか、田所あずさ、香里有佐、南早紀、末柄里恵、中村源太、綿田慎也
- 2024年1月12日 舞台挨拶付き全3幕オールナイト応援上映会（新宿ピカデリー）[36]
  - 出演 - 山崎はるか、Machico、中村源太、綿田慎也

### アンコールステージ
第3幕3週目の週替わりボイスシアターの上映終了後、39人のアイドルユニット「MILLIONSTARS」によるアンコールステージ「Rat A Tat!!!」が上映された。また、このアンコールステージはBlu-ray第3巻特典映像Discに収録。

## CD
THE IDOLM@STER MILLION ANIMATION THE@TER
本作で使用された楽曲を収録したCDシリーズ。

## Blu-ray
全3巻。発売・販売元はハピネット。特装版と通常版の2バージョンリリースとなり、特装版はASOBI STOREでのみ取扱。
| 巻 | 発売日        | 収録話             | 規格品番   |
| -- | ------------- | ------------------ | ---------- |
| 1  | 2024年1月10日 | 第1話 - 第4話      | BNEI-00104 |
| 2  | 2024年2月23日 | 第5話 - 第8話      | BNEI-00105 |
| 3  | 2024年3月29日 | 第9話 - 第12話+OVA | BNEI-00106 |

## 『シアターデイズ』との連動
『アイドルマスター ミリオンライブ! シアターデイズ』内では、アニメ版に繋がるストーリーイベント「ANIMATION STAGE」が2023年8月から2024年5月まで開催された。そこでは以下のような設定が語られる。
- 劇場版『輝きの向こう側へ!』同様に765PRO ALLSTARSとバックダンサー組（可奈、志保、星梨花、百合子、杏奈、美奈子、奈緒）による「M@STERPIECE」を披露するアリーナライブがあった。
  - ただし、「律子がアイドルとして登壇した」「この時点で『ミリアニ』のプロデューサーが加入している」という相違点もある。
- アリーナライブ後にエミリー、可憐、美也、恵美、ロコ、美咲が加入。劇場が一部使用可能になったのもこの頃。

また、テレビアニメ放送後は各回の後日譚である「No Make!」が公開される。
なお、これらのアニメ関連ストーリーは『シアターデイズ』のものとは完全に別のものである。